# Lijst van leden van de Kantonsraad van Zwitserland uit het kanton Fribourg

Vlag van Fribourg.

Dit artikel bevat een lijst van leden van de Kantonsraad van Zwitserland uit het kanton Fribourg.
Fribourg heeft zoals de meeste kantons twee vertegenwoordigers in de Kantonsraad.

## Lijst
| Naam                             | Partij/fractie           | Ambtsperiode        | Geboren | Overleden |
| -------------------------------- | ------------------------ | ------------------- | ------- | --------- |
| André Castella                   | radicalen                | 1848-1850           | 1805    | 1873      |
| Jean-Joseph Page                 | radicalen                | 1848-1851           | 1791    | 1863      |
| Julien de Schaller               | radicalen                | 1850-1851 1854-1858 | 1807    | 1871      |
| Karl-Friedrich Chatoney          | radicalen                | 1851-1853           | 1798    | 1859      |
| Pierre Comte                     | radicalen                | 1851-1854           | 1802    | 1868      |
| Jean-Nicolas-Elisabeth Berchtold | radicalen                | 1853-1854           | 1789    | 1860      |
| Nicolas Glasson                  | radicalen                | 1854-1857           | 1817    | 1864      |
| Pierre-Théodule Fracheboud       | katholiek-conservatieven | 1857-1863           | 1809    | 1879      |
| François Romain Werro            | radicalen                | 1858-1860           | 1796    | 1876      |
| Frédéric Gendre                  | katholiek-conservatieven | 1860-1868           | 1819    | 1900      |
| Louis de Weck-Reynold            | katholiek-conservatieven | 1863-1866           | 1823    | 1880      |
| François-Xavier Bondallaz        | katholiek-conservatieven | 1866-1870           | 1801    | 1870      |
| Joseph Jaquet                    | katholiek-conservatieven | 1868-1872           | 1822    | 1900      |
| Henri Gaspard de Schaller        | katholiek-conservatieven | 1870-1896           | 1828    | 1900      |
| François-Xavier Menoud           | katholiek-conservatieven | 1872-1883           | 1821    | 1904      |
| Alphonse Théraulaz               | katholiek-conservatieven | 1883-1884           | 1840    | 1921      |
| Aloys Bossy                      | katholiek-conservatieven | 1884-1898           | 1844    | 1913      |
| Georges Python                   | KVP/PCP                  | 1896-1920           | 1856    | 1927      |
| Louis Cardinaux                  | KVP/PCP                  | 1898-1914           | 1859    | 1914      |
| Ernest de Weck                   | KVP/PCP                  | 1914-1915           | 1860    | 1919      |
| Georges de Montenach             | KVP/PCP                  | 1915-1925           | 1862    | 1925      |
| Emile Savoy                      | KVP/PCP                  | 1920-1935           | 1877    | 1935      |
| Bernard Weck                     | KVP/PCP                  | 1925-1937           | 1890    | 1950      |
| Joseph Piller                    | KVP/PCP                  | 1935-1947 1950-1954 | 1890    | 1954      |
| Maxime Quartenoud                | KVP/PCP                  | 1947-1956           | 1897    | 1956      |
| Paul Torche                      | KVP/PCP                  | 1954-1972           | 1912    | 1990      |
| Jean Bourgknecht                 | KVP/PCP                  | 1956-1959           | 1902    | 1964      |
| Alphonse Roggo                   | KVP/PCP                  | 1960-1968           | 1898    | 1980      |
| Gustave Roulin                   | KVP/PCP                  | 1968-1972           | 1904    | 1973      |
| Jean-François de Bourgknecht     | CVP/PDC                  | 1972-1979           | 1934    |           |
| Pierre Dreyer                    | CVP/PDC                  | 1972-1987           | 1924    | 2005      |
| Otto Piller                      | SP/PS                    | 1979-1995           | 1942    |           |
| Anton Cottier                    | CVP/PDC                  | 1987-2003           | 1943    | 2006      |
| Pierre Aeby                      | SP/PS                    | 1995-1999           | 1950    |           |
| Jean-Claude Cornu                | FDP/PLR                  | 1999-2003           | 1956    |           |
| Alain Berset                     | SP/PS                    | 2003-2011           | 1972    |           |
| Urs Schwaller                    | CVP/PDC                  | 2003-2015           | 1952    |           |
| Christian Levrat                 | SP/PS                    | 2012-2021           | 1970    |           |
| Beat Vonlanthen                  | CVP/PDC                  | 2015-2019           | 1957    |           |
| Johanna Gapany                   | FDP/PLR                  | 2019-               | 1988    |           |
| Isabelle Chassot                 | Het Centrum              | 2021-               | 1965    |           |

Afkortingen
- CVP/PDC: Christendemocratische Partij
- FDP/PLR: Vrijzinnig-Democratische Partij.De Liberalen, voordien Vrijzinnig-Democratische Partij
- KVP/PCP: Katholieke Volkspartij van Zwitserland, voorloper van de CVP/PDC
- SP/PS: Sociaaldemocratische Partij van Zwitserland

Bondsraad
Lijst van leden van de Zwitserse Bondsraad · 
Lijst van bondspresidenten van Zwitserland
Nationale Raad
Aargau · 
Appenzell Ausserrhoden · 
Appenzell Innerrhoden · 
Basel-Landschaft · 
Basel-Stadt · 
Bern · 
Fribourg · 
Genève · 
Glarus · 
Graubünden · 
Jura

Luzern · 
Neuchâtel · 
Nidwalden · 
Obwalden · 
Sankt Gallen · 
Schaffhausen · 
Schwyz · 
Solothurn · 
Thurgau · 
Ticino · 
Uri · 
Vaud · 
Wallis · 
Zug · 
Zürich
1983-1987 · 
1987-1991 · 
1991-1995 · 
1995-1999 · 
1999-2003 · 
2003-2007 · 
2007-2011 · 
2011-2015 · 
2015-2019 · 
2019-2023 · 
2023-2027
Voorzitters
Kantonsraad
Aargau · 
Appenzell Ausserrhoden · 
Appenzell Innerrhoden · 
Basel-Landschaft · 
Basel-Stadt · 
Bern · 
Fribourg · 
Genève · 
Glarus · 
Graubünden · 
Jura

Luzern · 
Neuchâtel · 
Nidwalden · 
Obwalden · 
Sankt Gallen · 
Schaffhausen · 
Schwyz · 
Solothurn · 
Thurgau · 
Ticino · 
Uri · 
Vaud · 
Wallis · 
Zug · 
Zürich
1983-1987 · 
1987-1991 · 
1991-1995 · 
1995-1999 · 
1999-2003 · 
2003-2007 · 
2007-2011 · 
2011-2015 · 
2015-2019 · 
2019-2023 · 
2023-2027
Voorzitters